# Kościół św. Wawrzyńca w Poznaniu (Chwaliszewo)
Kościół św. Wawrzyńca w Poznaniu – niezachowany rzymskokatolicki kościół filialny (szpitalny), zlokalizowany w Poznaniu we wschodniej części Chwaliszewa, w pobliżu mostu na Ostrów Tumski (najpewniej po południowej stronie drogi) i ówczesnego (nie obecnego) starego koryta Warty, przy budynkach kanoników. Nie istnieją żadne pozostałości tego obiektu, zarówno budowlane, jak i wyposażenia, nie wiadomo też precyzyjnie, gdzie świątynia stała. Była filią kościoła św. Mikołaja z Zagórza.

## Historia
Najstarsze zapisy odnoszące się do świątyni i stojącego obok szpitala pochodzą z 1459 (legat Rafał z Czechowa) oraz z 1509 r. (zarządzał nim wówczas prepozyt będący altarzystą tutejszej altarii). W końcu XVIII wieku (wizytacja Józefa Rogalińskiego) opisywano go jako obiekt niewielki, od frontu prostokątny, a z tyłu zaokrąglony. Murowane ściany były pobielone, podłoga ceglana, a dachówki mocno zniszczone. Sufit wykonany był z desek.
W 1805 r. biskup Ignacy Antoni Raczyński przeniósł dochody i zobowiązania kościoła na katedrę. Kilkanaście lat później obiekt uległ rozbiórce. Sąsiadował przez ulicę z kościołem filialnym św. Barbary, który został rozebrany w podobnych latach i również nie istnieje.

## Architektura
Kościół stał prezbiterium ku wschodowi, z lekkim odchyleniem ku północy (wejście prowadziło od zachodu, a drugie, mniejsze od północy). Obiekt miał murowaną zakrystię ze sklepieniem. Wyposażona była w trzy szafy i trzy stoły. Pod świątynią były dwie murowane krypty. W środkowej części dachu istniała mała, drewniana, obita blachą wieżyczka z niewielkim dzwonem. Kościół nie miał cmentarza i nie był ogrodzony murem.

## Wnętrze i wyposażenie
W końcu XVIII wieku we wnętrzu kościoła stały malowane ławki i chór muzyczny oraz konfesjonał i nowa wówczas ambona, częściowo pozłacana. Świątynia miała trzy ołtarze (drewniane, malowane, częściowo złocone): główny poświęcony patronowi, św. Wawrzyńcowi i boczne ku czci Chrystusa Ukrzyżowanego i św. Sebastiana. Przy ołtarzu głównym wystawiono relikwie św. Wawrzyńca. Kościół nie miał monstrancji, nie przechowywano tu sakramentów, a jedynie wypożyczano je z innych świątyń. 

## Otoczenie
Z kościołem związany był chwaliszewski szpital św. Wawrzyńca, znacznie starszy od samej świątyni (początek XIV wieku). Szpital ten pełnił rolę przytułku dla chorych i starszych księży.

## Opracowania
Pierwszym naukowcem, który opublikował dane o historii obiektu w swoich dwóch opracowaniach z lat 1838 i 1858, był Józef Łukaszewicz. Później o kościele wspominali Rodgero Prümers (Die Stadt Posen in südpreussischer Zeit, 1911) i ks. Józef Nowacki (Dzieje archidiecezji poznańskiej, 1964).